# Ретиноєва кислота
Ретиноєва кислота (спрощена номенклатура для повністю транс-ретиноєвої кислоти) є метаболітом вітаміну A1 (повністю транс-ретинол), який необхідний для ембріонального розвитку, чоловічої фертильності, регуляції росту кісток та імунної функції.  Ретиноєва кислота необхідна для розвитку хордових тварин, до яких належать усі вищі тварини від риби до людини. Під час раннього ембріонального розвитку ретиноєва кислота, що утворюється в певній області ембріона, допомагає визначити положення вздовж ембріональної передньої/задньої осі, служачи міжклітинною сигнальною молекулою, яка керує розвитком задньої частини ембріона.  Вона діє через гени Hox, які в кінцевому рахунку контролюють формування переднього/заднього патерну на ранніх стадіях розвитку.  У дорослих тканинах активність ендогенної ретиноєвої кислоти обмежена імунною функцією  і чоловічою фертильністю. 
Повністю транс-ретиноєва кислота є основною ретиноєвою кислотою, тоді як ізомери, такі як 13- цис- і 9- цис -ретиноєва кислота, присутні в значно менших кількостях. 
Ключова роль транс-ретиноєвої кислоти в ембріональному розвитку зумовлює високу тератогенність ретиноїдних фармацевтичних препаратів, таких як ізотретиноїн (13-цис-ретиноєва кислота), який використовується для лікування акне, або ретинол, який використовується для лікування шкірних захворювань. Високі пероральні дози попередньо сформованого вітаміну А (ретинілпальмітату) і сама повністю транс-ретиноєва кислота також мають тератогенний потенціал за цим самим механізмом. 

## Механізм біологічної дії
Повністю транс-ретиноєва кислота діє шляхом зв’язування з рецептором ретиноєвої кислоти (RAR), який зв’язаний з ДНК у вигляді гетеродимера з рецептором ретиноїду X (RXR) в ділянках, які називаються елементами відповіді (RARE). Зв’язування ліганду повністю транс-ретиноєвої кислоти з RAR змінює його конформацію. Це впливає на зв’язування інших білків, які індукують або пригнічують транскрипцію сусіднього гена (включаючи гени Hox і кілька інших цільових генів). RAR опосередковують транскрипцію різних наборів генів, що контролюють диференціацію різноманітних типів клітин.  У деяких клітинах одним із генів-мішеней є ген самого рецептора ретиноєвої кислоти (RAR-бета у ссавців), який підсилює відповідь.  Контроль рівня ретиноєвої кислоти підтримується набором білків, які контролюють синтез і деградацію ретиноєвої кислоти.   Концентрація ретиноєвої кислоти суворо контролюється та керує активацією шляху ядерного рецептора ретиноїду.  У дорослих ретиноєва кислота у фізіологічно значущих рівнях виявляється лише у яєчках, підшлунковій залозі та імунних тканинах. 
Молекулярну основу взаємодії між повністю транс-ретиноєвою кислотою та генами Hox вивчали за допомогою делеційного аналізу на трансгенних мишах, які несуть конструкції генів-репортерів GFP. Такі дослідження виявили функціональні RARE у фланкуючих послідовностях деяких із більшості 3′-генів Hox (включаючи HOXA1, HOXB1, HOXB4, HOXD4 ), що свідчить про пряму взаємодію між генами та ретиноєвою кислотою. Ці типи досліджень повністю підтверджують нормальну роль ретиноїдів у формуванні ембріогенезу хребетних через гени Hox. 
У дорослих ретиноєва кислота відіграє ключову роль у запобіганні аутоімунітету в слизових оболонках. Ретиноєва кислота, що виробляється дендритними клітинами, сприяє утворенню регуляторних Т-клітин для підвищення толерантності в товстій кишці.  Цей шлях використовується раковими клітинами для пригнічення імунної системи.  У яєчках ретиноєва кислота необхідна для процесу сперматогенезу.  Експерименти зі здоровими чоловіками показують, що ретиноєва кислота необхідна лише для фертильності у дорослих. 

## Біосинтез і метаболізм
Повністю транс-ретиноєва кислота може вироблятися в організмі за допомогою двох послідовних етапів окислення, які перетворюють повністю транс-ретинол на ретинальдегід до повністю транс-ретиноєвої кислоти. Після утворення, вона не може бути знову відновлена до повністю транс-ретиналю. Ферменти, які генерують ретиноєву кислоту для регуляції експресії генів, включають ретинолдегідрогеназу (Rdh10), яка метаболізує ретинол до ретинальдегіду, і три типи ретинальдегіддегідрогенази, тобто ALDH1A1 (RALDH1), ALDH1A2 (RALDH2) і ALDH1A3 (RALDH3) , які метаболізують ретинальдегід до ретиноєвої кислоти. кислота.  Ферменти, які метаболізують ретиноєву кислоту, щоб вимкнути біологічні сигнали, включають члени цитохрому P450 (CYP26).  Окислені метаболіти, такі як 4-оксоретинова кислота, виводяться шляхом глюкуронізації в печінці.

## Функція в ембріональному розвитку
Повністю транс-ретиноєва кислота є морфогенною сигнальною молекулою, що означає, що вона залежить від концентрації; вади розвитку можуть виникати при надлишку або дефіциті ретиноєвої кислоти. Іншими сигнальними шляхами, які взаємодіють із шляхом ретиноєвої кислоти, є фактор росту фібробластів 8, гени Cdx і Hox, усі вони беруть участь у розвитку різних структур всередині ембріона. Наприклад, ретиноєва кислота відіграє важливу роль в активації генів Hox, необхідних для розвитку заднього мозку . Задній мозок, який пізніше диференціюється в стовбур мозку, служить головним сигнальним центром, що визначає межу голови та тулуба. 
Двосторонній градієнт ретиноєвої кислоти, який є високим у тулубі та низьким у місці з’єднання з головою та хвостом, пригнічує фактор росту фібробластів 8 у тулубі, що забезпечує нормальний сомітогенез, ініціацію зачатків передніх кінцівок та формування передсердь у серці.  Під час впливу надлишку ретиноєвої кислоти задній мозок збільшується, перешкоджаючи росту інших частин мозку. Інші аномалії розвитку, які можуть виникнути під час надлишку ретиноєвої кислоти, - це відсутність або злиття сомітів, проблеми з аортою та великими судинами серця. При накопиченні цих вад розвитку у людини може бути діагностований синдром Ді Георга.  Однак, оскільки ретиноєва кислота діє в різних процесах розвитку, аномалії, пов’язані з її дефіцитом, не обмежуються лише з синдромом Ді Георга. Дослідження генетичної втрати функції в ембріонах мишей і риби-зебри, які усувають синтез ретиноєвої кислоти або рецептори ретиноєвої кислоти (RAR), виявили аномальний розвиток сомітів, зачатків передніх кінцівок, серця, заднього мозку, спинного мозку, очей, базальних гангліїв переднього мозку, нирок, ентодерми передньої кишки тощо 

## Фармацевтичні препарати
- Таларозол
- Третиноїн / повністю транс- ретиноєва кислота (торгова назва: Retin-A)
- Ізотретиноїн / 13-цис-ретиноєва кислота (торгова назва: Аккутан (США), Роаккутан)
- Алітретиноїн / 9-цис-ретиноєва кислота
- Тамібаротен / агоніст RAR-альфа
- Тріфаротен
- Адапален
- Ациретин